# Null Stern Hotel

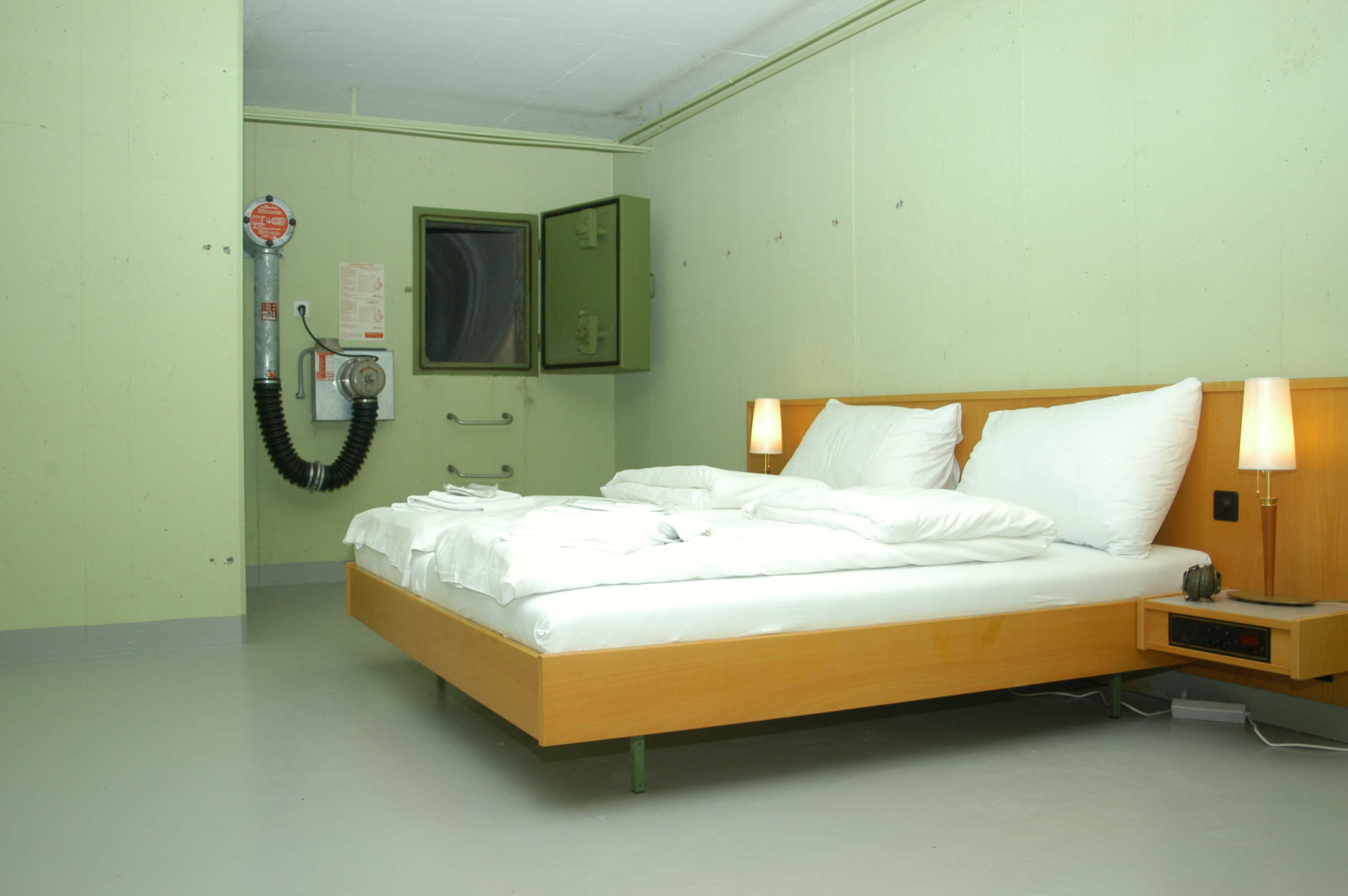
Null Stern Hotel, Suisse

Le Null Stern Hotel a ouvert ses portes le 5 juin 2009 à Teufen dans le canton d’Appenzell en Suisse. C’est un abri antiatomique converti en hôtel "eco-luxury". 

## Concept
Null stern en allemand signifie littéralement « zéro étoile ». Cela n'a rien à voir avec une classification hôtelière mais est la marque de cet établissement. Le concept a été créé par Daniel Charbonnier, Directeur, Minds in Motion SA et Frank et Patrik Riklin, Artistes, Atelier für Sonderaufgaben. À la recherche de lits supplémentaires, la commune de Sevelen décida de se tourner vers le monde de l'art pour transformer un abri antiatomique en hôtel économique. Cette démarche fut à l'origine des nuits tests effectuées en octobre 2008. Le 5 juin 2009 le premier Null Stern Hotel ouvrit ses portes à Teufen dans le canton d’Appenzell en Suisse.

## Récompenses
En novembre 2009, le Null Stern Hotel a été nommé aux Worldwide Hospitality Awards 2009, à Paris, dans la catégorie "meilleure innovation de l'année". En février 2010, le magazine Geo Saison, a classé le Null Stern Hotel parmi les 100 meilleurs hôtels en Europe.